# Camp de concentration de Neuengamme
Neuengamme est un camp de concentration (en allemand : Konzentrationslager), établi le 13 décembre 1938, au sud-est de Hambourg sur le fleuve Elbe, d'abord comme camp satellite du camp de Sachsenhausen puis transformé en 1940 en camp de travail indépendant (213 000 m2) avec plus de 90 camps extérieurs annexes.
Le 2 mai 1945, les SS abandonnent le camp. Le camp est libéré par les troupes britanniques. Y furent déportées 106 000 personnes dont 55 000 moururent (soit 52 %).

## Origine du camp: briqueterie et canal Dove-Elbe
En tant que « porte de l’Allemagne sur le monde », Hambourg doit être parée par le régime nazi de bâtiments monumentaux, construits en briques. À l’automne 1938, l’entreprise SS Deutsche Erd- und Steinwerke GmbH (terrassement et carrières) fait l’acquisition d’une briqueterie désaffectée et de terrains situés en périphérie de Hambourg, près du bourg de Neuengamme.
En avril 1940, la ville de Hambourg et la SS s'accordent sur la construction d'une briqueterie moderne. La ville accorde un prêt d’un million de reichsmarks pour la construction de la briqueterie. Elle s’engage à installer une liaison ferroviaire, à assurer la navigabilité du bras de l’Elbe Dove-Elbe et à aménager un canal de desserte ainsi qu’un bassin portuaire. La SS s’engage, pour sa part, à « fournir gratuitement la main-d’œuvre concentrationnaire et les équipes de garde nécessaires à la réalisation de ces travaux ».
Le 12 décembre 1938, elle y installe un kommando de 100 déportés venus du camp de concentration de Sachsenhausen. Les gardes, quant à eux, viennent du camp de concentration de Buchenwald. Les conditions de détention sont alors tolérables.
Après le déclenchement de la guerre, décision est prise de faire de Neuengamme un grand camp de concentration. En juin 1940, Neuengamme quitte l'orbite de Sachsenhausen et devient un camp de concentration indépendant, dont les infrastructures sont construites par les déportés. Fin 1940, la population du camp est passée à 2 900 déportés, qui travaillent, dans des unités de travail forcé, à son agrandissement, à l’élargissement du bras de rivière Dove-Elbe, au creusement du canal de desserte et du bassin portuaire, à la construction de la briqueterie et à l’extraction de l'argile dans les glaisières.
Plus tard, la production d'armement deviendra une priorité du camp de Neuengamme (armes légères, détonateurs pour bombes et pour grenades), justifiant la construction de nouvelles unités de productions en partenariat avec des entreprises spécialisées, et la mise en place de nouveaux kommandos (à terme, Neuengamme en comptera près de 90).

Les conditions de détention se détériorent et les mauvais traitements, l’épuisement, la faim et les accidents provoquent très tôt les premiers décès.

## Déportés
À l'origine, les déportés du camp de Neuengamme sont essentiellement allemands, au nombre d’environ 9 500, dont environ 400 femmes, toutes affectées à des kommandos extérieurs.
À partir de 1941, la majorité des déportés au camp arrivent des territoires occupés par l’Allemagne, essentiellement de Pologne(1941/42) puis d'Union soviétique (1942/4). Français, Néerlandais, Belges et Danois sont également présents en nombres importants. Les motifs d'internement sont la résistance à l’occupant allemand, des mesures disciplinaires liées au travail forcé, la déportation d’otages et de victimes d’actions de représailles. À partir de 1944, le camp voir arriver des Juifs originaires de divers pays européens.
De décembre 1938 à avril 1945, presque 100 000 déportés provenant de toute l’Europe sont internés à Neuengamme. Au total, plus de 80 000 hommes et de 13 000 femmes sont immatriculés au camp de Neuengamme. Un millier de prisonniers de guerre soviétiques gardent leur matricule antérieur. Environ 1 400 personnes, transférées à Neuengamme pour y être exécutées, ne sont pas immatriculées. 5 900 personnes supplémentaires ne figurent pas aux registres du camp, ou sont enregistrées séparément).
La documentation disponible fait état de 42 900 décès (14 000 au camp central et au moins 12 800 dans les détachements extérieurs) liés aux conditions de vie et de travail, maintenues délibérément à un niveau médiocre. Le bilan est plus lourd si on y ajoute les milliers de déportés qui décèdent après leur transfert dans d’autres camps de concentration ou peu après leur libération. On estime que plus de la moitié des 100 400 détenus de Neuengamme n’ont pas survécu à leur déportation,.
Mais il est établi avec certitude qu’au moins 42 900 personnes détenues dans le camp de concentration de Neuengamme ont perdu la vie, dont environ. Au moins 16 100 autres déportés du camp de Neuengamme ont succombé au cours des dernières semaines de la guerre lors des marches d’évacuation, dans les camps de rassemblement ou lors du bombardement des bateaux concentrationnaires dans la baie de Lubeck.

## Encadrement
Au cours de son histoire, le camp de Neuengamme est dirigé par trois commandants successifs, qui assument la direction du camp central et des détachements extérieurs : Walter Eisfeld (1940), Martin Weiß (1940-1942) et Max Pauly (1942-1945). Sur cinq années, 4 500 membres de la SS participent à l'encadrement du camp, la majorité au contact des déportés.
Trois, parfois quatre compagnies de garde, réunies en une subdivision appelée Sturmbann, assurent la surveillance du camp et des détachements extérieurs. Leurs chefs dépendent du dirigeant des unités SS « têtes de mort » basé à Oranienburg. Le camp  est entouré de barbelés qui sont mis la nuit sous tension. En 1944-1945 des membres de la Wehrmacht, de la marine, des douanes, de la police et des chemins de fer sont également mobilisés pour la garde des camps extérieurs.
Les équipes de garde et de surveillants SS (surveillantes dans les kommandos féminins) ont pour consigne de traiter les déportés avec la plus grande rigueur. Les plus cruels sont récompensés. Rares sont les tortionnaires qui, après la guerre, devront répondre de leurs actes devant la justice.

## Camp de travail et camp de la mort

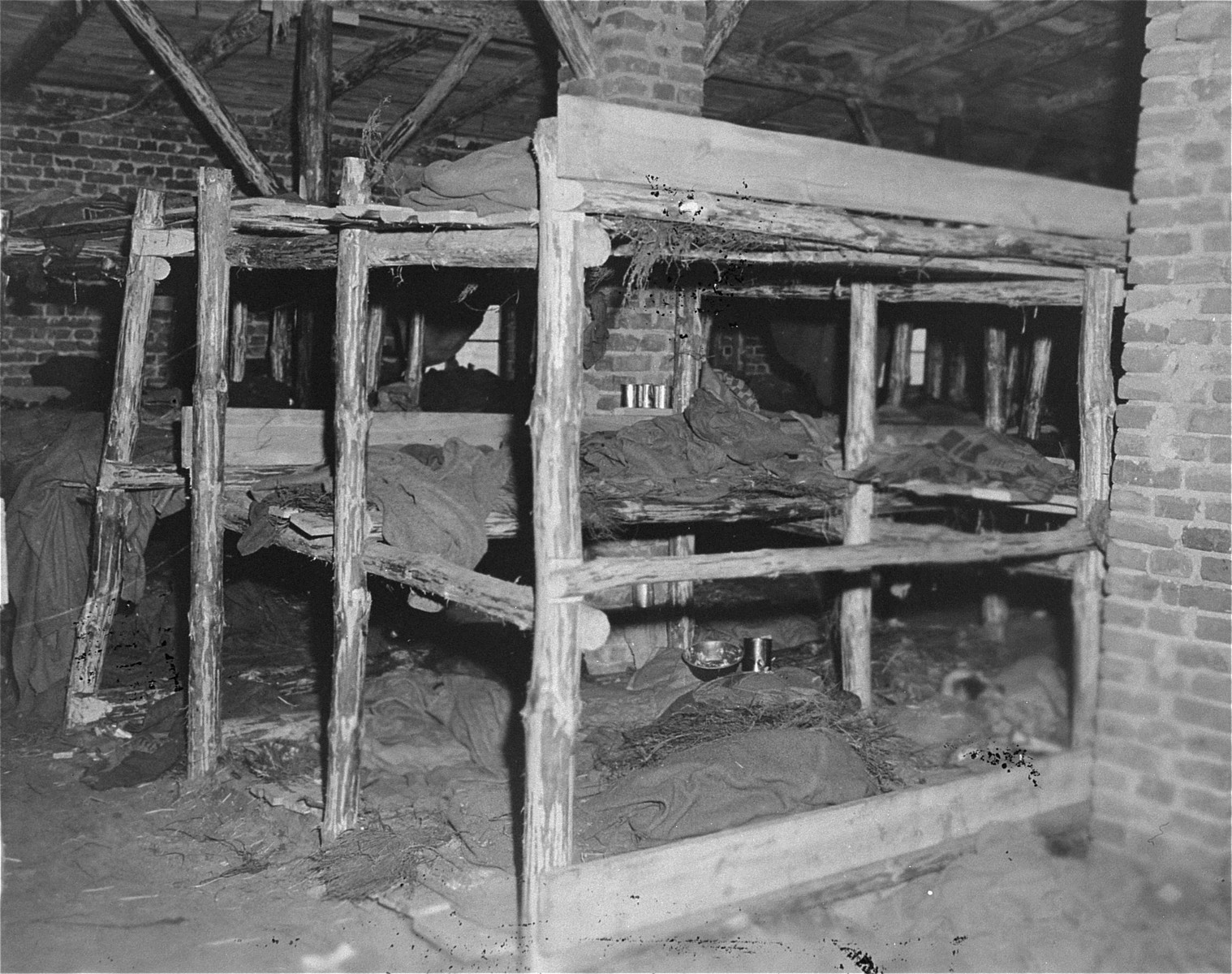
Les déportés dormaient dans des baraques en bois. Celle-ci appartenait au camp annexe de Wöbbelin.

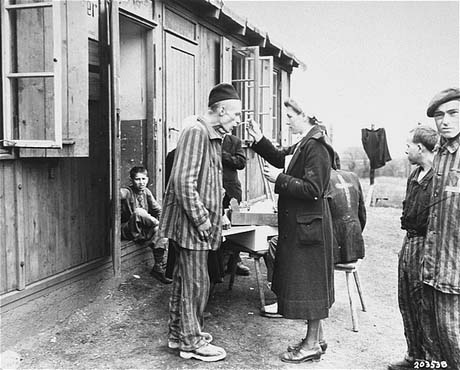
Un déporté polonais malade reçoit des médicaments d'une membre de la Croix-Rouge allemande dans le camp annexe d'Hannover-Ahlem (11 avril 1945).

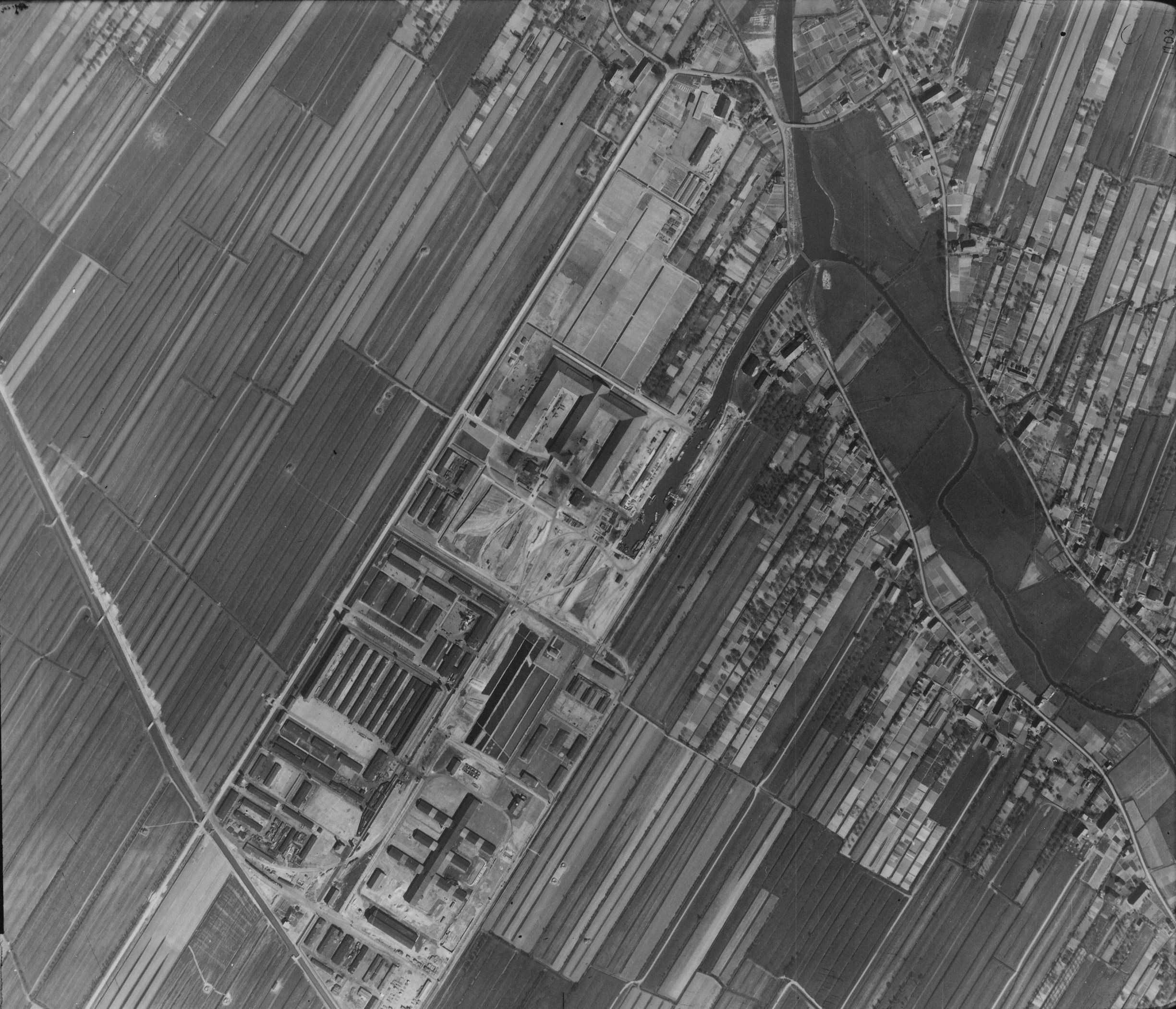
Vue aérienne du camp prise par l'aviation britannique le 16 avril 1945.

Les déportés sont mis à la disposition d'entreprises appartenant à la SS, qui tirent profit de leur travail. À l'origine, le camp s'organise autour de la construction de la briqueterie et du camp lui-même. S'y ajoutent rapidement les chantiers d'extraction d'argile (à partir de 1942, une fois la briqueterie opérationnelle) et le projet d'élargissement d'un bras de l'Elbe (Dove-Elbe) et le percement d'un canal et d'un bassin portuaire desservant la briqueterie.

« Nous commencions à travailler tôt le matin. Dès que les kommandos de travail étaient complétés par de nouvelles recrues, ils se mettaient en ordre de marche pour la journée. Les 2 000 prisonniers étaient conduits, en double file, trébuchant les uns sur les autres, jusqu'à atteindre leurs lieux de travail. Les kapos et les SS, profitant de la confusion, prenaient grand plaisir à les battre en leur courant après. »

— Témoignage d'Albert Henry Kruse, citoyen allemand prisonnier au camp de concentration de Neuengamme (mars 1942-mai 1943), témoin de l'accusation au procès d'Oswald Pohl.
Le travail est réalisé par tous les temps, jusqu'à dix ou douze heures par jour, sous les coups des gardes et malgré l’insuffisance de nourriture et des vêtements qui ne protègent pas des intempéries.

« [...] si un détenu s'effondrait pendant le travail, ce qui était absolument normal et arrivait quotidiennement du fait de la sous-nutrition, il était jeté dans un enclos entouré de barbelés, où se trouvaient chaque jour  entre dix et trente détenus qui gisaient là, sur la terre nue, en été comme en hiver. [...] Les châtiments corporels étaient quotidiens à la briqueterie. »

— Témoignage d'Albert Henry Kruse au procès d'Oswald Pohl.
À partir de 1942, face aux besoins croissants de l'économie de guerre, la SS se positionne comme le principal fournisseur de main-d'œuvre. Trois sociétés implantent des usines à l'intérieur du camp et la contribution à la production d'armement y devient une priorité.
Outre l'entreprise d’équipement de la SS (Deutsche Ausrüstungswerke ou DAW), l'entreprise Walther crée une usine de fabrication d'armes légères (Metallwerke Neuengamme (Walther-Werke) ; l'entreprise Carl Jastram Motorenfabrik de Hambourg implante une unité de production de pièces de sous-marins, répare les moteurs de navires et produit des torpilleurs ; enfin, la Deutsche Meß-Apparate GmBH (Messap) monte une unité de production de fusibles pour des grenades anti-aériennes,.
Au camp de Neuengamme, des déportés sont assommés, noyés, pendus, abattus ou gazés. d'autres meurent de faim, de froid, de maladie, d’épuisement physique et de sévices.
En 1942, la pendaison publique est instituée comme moyen de punition et de dissuasion (après une tentative d’évasion ou un soupçon de sabotage). La police et la justice civile utilisent aussi le camp de concentration comme lieu d'exécution. Les cadavres sont généralement brûlés, au début au cimetière de Hambourg-Ohlsdorf. À partir de 1942 le camp possède son propre crématoire.
Dans les six derniers mois de la guerre, le nombre de décès s’élève à environ 2 000 par mois.
En avril 1942, un groupe d’environ 300 déportés, sélectionnés par les médecins SS du camp sont transférés à l’établissement régional de soin et de convalescence de Bernbourg où ils sont gazés. 448 prisonniers de guerre soviétiques sont également gazés au gaz Zyklon B dans le cachot du camp.

## Camps annexes et kommandos
En fonction des chantiers du camp de Neuengamme, des projets de la SS et des besoins des municipalités avoisinantes et de l'industrie de guerre, l'administration du camp crée plus de 90 kommandos et camps annexes opérant dans l'enceinte du camp ou à l'extérieur, dont plus de 20 camps à Hambourg. Selon le type d'activité, l'encadrement et la localisation, les conditions d'hébergement et de travail y vont du tolérable à l'insupportable.

## Femmes déportées dans les kommandos de Neuengamme
Neuengamme était à l'origine un camp réservé aux hommes, mais le besoin de main-d'œuvre se faisant sentir dans de nombreux domaines, pendant l'été 1944, des déportées venant d'Auschwitz et de Ravensbrück furent immatriculées à Neuengamme et affectées dans des kommandos extérieurs : Boizenburg, Braunschweig SS-Reitschule, Brême (Lübberstedt, Obernheide, Vegesack, Uphusen), Hambourg (Dessauer Ufer, Eidelstedt, Langenhorn, Neugraben, Sasel, Tiefstack, Wandsbek), Hanovre (Langenhagen, Limmer), Helmstedt-Beendorf, Horneburg, Salzgitter (Bad, Watenstedt) , Salzwedel, Unterlüß. Elles furent employées notamment dans des usines de production de matériel aéronautique, de mines, de munitions, au déblaiement et à la reconstruction, etc. On estime à environ 13 500 le nombre de femmes immatriculées à Neuengamme, dont plus de 700 Françaises. Parmi elles, figurent notamment la docteure Raymonde Guyon-Belot qui a écrit un témoignage sur le travail dans une usine souterraine installée dans une mine de sel à Beendorf ; Simone Alizon, dont le livre L'exercice de vivre est paru en 1996 ; Geneviève Helmer qui a participé à l'ouvrage collectif De l'université aux camps de concentration : Témoignages strasbourgeois, paru en 1947 et re-publié par les Presses universitaires de Strasbourg en 1995. Ces déportées étaient sous la surveillance de gardiennes SS.

## Gardiennes SS
Des gardiennes SS ou Aufseherinnen furent affectées aux camps annexes de Neuengamme cités plus haut. Aujourd'hui, plusieurs gardiennes sont connues : Kaethe Becker, Erna Dickmann, Johanna Freund, Angelika Grass, la kommandoführerin Loni Gutzeit (qui servit aussi à Hambourg-Wandsbek et que les déportées surnommèrent « Le Dragon de Wandsbek »), Gertrud Heise, Frieda Ignatowitz, Gertrud Moeller qui servit aussi dans le camp extérieur de Boizenburg, Lotte Johanna Radtke, la cheffe Annemie von der Huelst, Inge Marga et Marggot Weber. Quelques-unes ont été jugées pour crimes de guerre comme Susanne Hille (qui était à la tête des gardiennes à Unterlüß) et Anneliese Kohlmann (qui était l'une des six gardiennes à Neugraben).

## Le bunker
Il est attesté que deux opérations de mise à mort par le Zyklon B ont eu lieu dans le camp à l'automne 1942. Deux convois de prisonniers de guerre russes, en tout 450 hommes, furent gazés. Pour cela, les SS firent aménager la prison appelée « bunker », en rendant étanches les ouvertures. Ils firent installer sur le toit dix tuyaux par lesquels on déversait les cristaux de Zyklon B.

## Expériences médicales
À Neuengamme, sévissait le docteur SS Kurt Heißmeyer qui effectua des expériences avec le bacille de la tuberculose sur des déportés et sur vingt enfants juifs, âgés de moins de 12 ans, arrivés d'Auschwitz le 29 novembre 1944. Dans la nuit du 20 au 21 avril 1945, quelques jours avant la fin de la guerre, dans la cave de l'école de Bullenhuser Damm, un bâtiment qui servait de camp extérieur depuis octobre 1944,  les vingt enfants, les deux médecins français qui s'occupaient d'eux, le professeur Florence et le docteur Quenouille, leurs deux infirmiers néerlandais et une trentaine de prisonniers soviétiques, furent pendus. Les nazis espéraient ainsi faire disparaître les traces de ces expérimentations sur des cobayes humains avant l'arrivée des troupes britanniques. Après la guerre, le Dr Heissmeyer a exercé la médecine, avant d’être condamné en juin 1966 à la prison à perpétuité par un tribunal allemand.

## Orchestre
Comme la plupart des camps nazis, Neuengamme possède un orchestre de détenus jouant principalement le matin, lors de la formation des kommandos avant le départ au travail, et le soir à leur retour, avant l'appel. Les instruments de l'orchestre appartiennent à des détenus ; ils ont soit été saisis à leur arrivée puis affectés aux musiciens après leur sélection pour l'orchestre, soit été envoyés par leurs familles sur autorisation du commandant du camp. Le détenu polonais Wiesław Maciejko  se fait ainsi envoyer son cor avec sa housse par sa mère en mars 1943. Le répertoire de l'orchestre consiste avant tout en musiques de marches militaires pour permettre la synchronisation des pas des détenus. Il comporte également de la musique populaire ou de variété jouée en diverses occasions comme lors de pendaisons publiques de détenus, ou pour la distraction des gardiens et officiers. Parmi les objets retrouvés après la guerre figurent une bannière de l'orchestre ainsi que des étiquettes et le képi d'un musicien de l'orchestre, ce qui atteste la présence d'uniformes pour les musiciens et le statut particulier de cet ensemble, dont les membres pouvaient être affectés à des kommandos moins pénibles pour préserver leurs doigts. Les membres de l'orchestre et les musiciens qui réussissaient à se procurer un instrument furent également autorisés à organiser des soirées musicales durant le temps non travaillé, le soir avant l'extinction des feux ou certains dimanches après-midis. En cette occasion, le répertoire consistait en chansons chères aux détenus, provenant de diverses traditions musicales : chansons de films, de variété ou folkloriques.

## Libération du camp

### Opération Bus blancs
En mars 1945, le camp de concentration de Neuengamme est le point de regroupement pour tous les Norvégiens et Danois déportés en Allemagne. Il s’agit d’une concession accordée par le Reichsführer SS Heinrich Himmler au vice-président de la Croix-Rouge suédoise, le comte Folke Bernadotte. Plus de 4 000 déportés scandinaves sont évacués le 20 avril 1945 vers la Suède à bord des « bus blancs ».

### Les Marches de la mort
Le 6 avril 1945, devant l'approche des armées alliées, les SS entreprennent l'évacuation du camp. 4 000 déportés atteignent à pied ou à bord de wagons de marchandises les « camps de rassemblement » de Wöbbelin (5 000 déportés), Sandbostel (9 000 déportés) ou Bergen-Belsen (8 000 déportés venant du camp de Neuengamme). Ces camps se transforment rapidement en mouroirs, les déportés étant abandonnés à eux-mêmes dans des conditions sanitaires épouvantables, sans nourriture ni soins médicaux . L'évacuation se poursuit jusqu’au 18 avril. Le dernier convoi part le 27 avril avec les gardiens et les archives, qui ne seront jamais retrouvées. Lorsque les troupes de la 82e division aéroportée du général Gavin atteignent le camp, le 4 mai 1945, plus aucun déporté ne s'y trouve et les traces des exactions nazies ont été effacées.

### Cap Arcona
À partir du 19 avril 1945, quand aucun autre camp n’est disponible pour recevoir les déportés évacués de Neuengamme, les 10 000 déportés restants sont évacués, en majorité vers le port de Lübeck, sur la mer Baltique. Le Gauleiter du NSDAP de Hambourg, Karl Kaufmann, y réquisitionne trois bateaux sur lesquels doivent être embarqués plus de 9 000 déportés. Entassés dans les cales, beaucoup périssent de faim, de soif et de maladies. Le 3 mai 1945, vers 15 h, après avoir essuyé des tirs de DCA provenant de certains des 200 bateaux ancrés dans la baie, des avions britanniques, cherchant à empêcher le repli de troupes allemandes, bombardent les navires, dont le Cap Arcona, le Thielbek et le Deutschland. Environ 6 600 déportés périssent dans les flammes, se noient ou sont abattus en parvenant sur la grève. Seuls 450 d’entre eux survivent.

## Dénombrement des déportés de 1938 à 1945
| Pays                            | Hommes | Femmes | Total         |
| ------------------------------- | ------ | ------ | ------------- |
| Union soviétique                | 28 450 | 5 900  | 34 350        |
| Pologne                         | 13 000 | 3 900  | 16 900        |
| France                          | 11 000 | 500    | 11 500        |
| Allemagne                       | 8 800  | 400    | 9 200         |
| Pays-Bas                        | 6 650  | 300    | 6 950         |
| Belgique                        | 4 500  | 300    | 4 800         |
| Danemark                        | 4 800  | -      | 4 800         |
| Hongrie                         | 1 400  | 1 200  | 2 600         |
| Norvège                         | 2 200  | -      | 2 200         |
| Yougoslavie                     | 1 400  | 100    | 1 500         |
| Tchécoslovaquie                 | 800    | 580    | 1 380         |
| Grèce                           | 1 250  | -      | 1 250         |
| Italie                          | 850    | -      | 850           |
| Espagne                         | 750    | -      | 750           |
| Autriche                        | 300    | 20     | 320           |
| Luxembourg                      | 50     | -      | 50            |
| Autres pays                     | 1 300  | 300    | 1 600         |
| Totaux                          | 87 500 | 13 500 | 101 000       |
| Non inscrits dans les registres | -      | -      | 5 000         |
| Total final                     | -      | -      | 106 000       |
| Morts en déportation            | -      | -      | 55 000 (52 %) |

## Après-guerre

### Camp d'internement allié
Le camp servit de camp d'internement aux Alliés pour y détenir des membres de la SS et des responsables nationaux-socialistes jusqu'à ce qu'il soit remis à la ville de Hambourg en 1948.

### Établissement pénitentiaire
- Construction, en 1948, de l'Établissement pénitentiaire Vierlande (no 12), pour hommes, agrandi en 1950 par un nouveau bâtiment. Il est fermé, puis démoli, en 2003.
- Construction, en 1970, d'un Établissement pénitentiaire Vierlande (no 9) pour la jeunesse, sur le site de l'ancien Tongruben (glaisière). Fermé en 2006, il est démoli en 2007.

### Lieu de mémoire
Afin de rappeler son funeste passé, le camp devient un lieu de mémoire dont la mise en œuvre s'effectue en plusieurs étapes :
- En 1948, un institut pédagogique est construit dans les emprises du camp ;
- En 1953, d'anciens déportés de Neuengamme font construire un premier mémorial à l'intérieur du camp ;
- En 1965, un mémorial officiel y est installé ;
- À partir de 1981, une restructuration a lieu, pour faire du site un lieu de mémoire et de documentation, en commençant par la construction du centre de documentation ;
- En 1984, les restes des bâtiments sont placés sous la protection des Monuments historiques ;
- Commencée en 2003, la reconstruction de la place d'appel est achevée en 2005. Les emplacements des « blocks » en bois sont matérialisés par des briques concassées. De nouvelles expositions et un centre d'études sont installés dans les bâtiments en briques d'époque. L'ensemble est inauguré le 4 mai 2005, en présence de plus de 2 000 personnes ;
- Le 19 mai 2007, une cérémonie officielle souligne le retrait définitif des fonctions d'internement, et le transfert du site du Ministère de la Justice à celui de la Culture.

## Procès de Neuengamme
Un tribunal britannique jugea 14 anciens membres de la SS du camp lors d'un procès qui se déroula du 18 mars 1946 au 13 mai 1946. Onze furent condamnés à mort et exécutés, les trois autres écopèrent de 10 à 20 ans de prison.

## Personnalités déportées liées au camp de Neuengamme
- François (Émile) Alquier (1895-1985): résistant français. Dénoncé dans l'Aude en 1944. Venant du camp de Compiègne. Évacué vers Thérésin.
- Édouard Arnaud (1883-1945), maire de Mens (Isère), résistant français, mort à Neuengamme le 29 janvier 1945 (matricule 40170).
- Marcel Arnaud (1911-1945), une des grandes figures de la Résistance Haute-alpine. Déporté à Neuemgamme puis à Bergen-Belsen.
- Étienne Audibert (1888-1954), ingénieur français, maire de Senlis, vice-président du conseil général des mines, président d'Électricité de France et de Charbonnages de France
- James Bargain (1913-1945), résistant français, rescapé du naufrage du Jouet des flots en compagnie de Pierre Brossolette, mort à Neuengamme
- Gustave Barlot (1914-1998), résistant français, agent du BCRA, compagnon de la Libération.
- Albert Bardi de Fourtou (1866-1945), résistant, chef régional des corps-francs du Mouvement Combat, chef départemental de l'armée secrète à Nice, mort pour la France le 13 mars 1945 à Neuengamme.
- Jean Baylet (1904-1959), homme politique et directeur de journal
- François de Bénouville (1912-1944), résistant français, frère aîné de Pierre de Bénouville, mort à Neuengamme
- René Blieck (1910-1945), écrivain et avocat belge, mort lors du bombardement du Cap Arcona
- Yves Bodiguel (1910-1945), syndicaliste et résistant français
- Claude Bourdet (1909-1996), écrivain, journaliste, polémiste et militant politique français
- Pierre Bourthoumieux (1908-1945), homme politique socialiste du Lot et pharmacien à Toulouse, résistant, mort lors de l'évacuation du camp[25]
- Roger Bouvet (1898-1944), professeur français, adjoint au maire du Mans, membre de Libération-Nord, mort à Neuengamme
- Jean Bréjaud (1904-1945), résistant de Saône-et-Loire, déporté à Neuengamme le 1er août 1944 et mort à Ravensbrück dans la nuit du 2 au 3 mai 1945.
- Bernard de Breuvery (1895-1944), résistant français, mort à Neuengamme le 7 novembre 1944
- Eugène Brezet (1889-1982) résistant français, Maire de Saverdun, Conseiller Général, commissaire de police, Chevalier de la Légion d’honneur
- Raymond Brocard (1925-2016), résistant français, chevalier de la Légion d’honneur.
- Pierre Brunet (1908-1988), général français, auteur d'ouvrages sur Neuengamme, premier président de la commission d'histoire de l'Amicale française de Neuengamme, vice-président de l'Amicale.
- Noël Carlotti, prêtre et résistant français
- Henri Chas (1900-1945), Compagnon de la Libération, chef de l'armée secrète de Haute-Loire puis des Corps francs de la Libération de la région R5.
- Paul, Lucien Chastaing (1883-1962), avoué à Senlis, déporté avec la plus grande partie de la municipalité, évacué sur Terezin
- Georges Chauvin (1885-1953), homme politique français
- Camille Chevreau (1890-1945), résistant français, industriel
- Honoré Commeurec (1878-1945), résistant français, conseiller municipal de Rennes, Président de la chambre syndical du Livre, dirigeant de la S.F.I.O. section française de l'internationale ouvrière, entré en 1941 aux mouvements Libération-Nord et Bordeaux-Loupiac, il imprime tracts, faux papiers, le journal  Défense de la France, arrêté le 8 février 1944, il est déporté et meurt d'épuisement le 13 février 1945 au camp de Neuengamme.
- Henry Cornu (1918-1945), résistant français.
- Marcel Cottereau (1886-1944), résistant français, maire de Seigy (41).
- Guy de Crécy (1894-1944), résistant français, plus jeune lieutenant de France pendant la Première Guerre mondiale, dénoncé à Frolois (21).
- Joseph Darsel, chef du réseau Bretagne-Nord, auteur de La Bretagne au combat, commandeur de la Légion d'honneur à titre militaire.
- Léonel de Moustier (1882-1945), homme politique et résistant français, mort à Neuengamme.
- Mgr Bruno de Solages (1895-1983), théologien et résistant français, recteur de l'Institut catholique de Toulouse.
- Eugène Robert Defforges (1878-1945), officier de marine et résistant français, mort à Neuengamme
- Ovida Delect (1926-1996), poétesse, résistante et femme politique communiste française.
- Fernand Demoustier (1906-1945), écrivain surréaliste belge
- Michel Duchesne (1921-1945), résistant, FFI, assurait la liaison Alger/Londres/Paris. Interné le 24 janvier puis déporté le 3 juillet 1944. Pendu à Neuengamme le 8 février 1945.
- Robert Dugué (1894-1945), résistant français, principal du collège Mezeray à Argentan
- Rémy Dumoncel (1888-1945), écrivain éditeur français, résistant, mort à Neuengamme
- André Durieux (1918-1975), résistant français
- André Duroméa (1917-2011), homme politique français
- Louis Dupiech (1900-1945), préfet, résistant français, mort dans la baie de Lübeck le 3 mai 1945 (matricule 36283).
- Raymond Fassin (1914-1945), instituteur, résistant, mort à Neuengamme
- Ennemond Fousseret (1908-1945), architecte, résistant, mort à Neuengamme
- Pierre Gaudillot (1888-1944), entrepreneur de travaux publics, chevalier de la Légion d'honneur, capitaine de réserve (génie), résistant chef de maquis (groupe Desbois), mort à Neuengamme.
- Erwin Geschonneck (1906-2008), acteur allemand de cinéma, rescapé du Cap Arcona
- René Gimpel (1881-1945), collectionneur et galeriste français, mort à Neuengamme
- Marcel Girault (1901-1944), résistant français, immatriculé à Neuengamme, décédé au camp satellite de Wattenstedt-Salzgitter
- Rudi Goguel (1908-1976), résistant allemand, rescapé du Cap Arcona
- Jean Gosset (1912-1944), philosophe et résistant français, mort à Neuengamme
- Paul Herlemont (1896-1968), résistant français, principal du collège de Domfront, dénoncé par un « bon Français »
- Margot Heuman (1928-2022), première femme juive homosexuelle connue à avoir survécu aux camps de concentration nazis
- Lucien Hirth (1923-2008), résistant français
- Coen Hissink (1878-1942), écrivain et acteur néerlandais, mort à Neuengamme.
- Michel Hollard (1897-1993), ingénieur, lieutenant-colonel et résistant français
- Desimir "Désiré" Janjić (1918-2006) chimiste yougoslave, résistant, rescapé du Thielbek
- Laurent Jacq (1920-1945), résistant breton, déporté à Neuengamme, disparu dans la tragédie du Cap Arcona
- Roger Jardelle (1894-1959), homme politique français
- Georges Jouvent (1921-1994), résistant, agent infiltré en France du BCRA pseudo Georges Turet/ André Larret-Larrey alias Avoué arrêté 5 avril 1944 à Limoges, déporté le 4 juin 1944 à Neuengamme puis Sachsenhausen et rapatrié le 25 mai 1945
- Raymond de Lassus (1887-1979), fils d'Étienne de Lassus Saint Geniès
- Jerôme Le Borgne (1896-1945), résistant français, instituteur
- Jules Lherbier (1892-1945), lieutenant résistance française Arras, Légion d'honneur, croix de guerre 39-45, médaille de la résistance.
- René Lejaille (1900-1958), résistant français, mort pour la France
- André Lemoine (1892-1963), juge d'instruction aux Sables d'Olonne, résistant français
- Victor Louviot (1891-1945), responsable du mouvement Libération-Nord et Éleuthère
- Roland Malraux (1912-1945), résistant français, mort lors du naufrage du Cap Arcona
- Louis Martin-Chauffier (1894-1980), journaliste, écrivain et résistant français
- Marcel Mérigonde (1910-1984), homme politique français, président de l'Amicale française de Neuengamme (de 1954 à 1984)
- Jean Meudec (1920-2002), résistant français
- André Migdal (1924-2007), résistant, écrivain et poète français
- Mució Miquel (1902-1945), cycliste professionnel et résistant FTP.
- Alfred Moret (1886-1945), résistant chef de groupe du réseau Libération-Nord (Somme), mort à Neuengamme le 20 mars 1945.
- Allan Henry Muhr (1882-1944), joueur américain de rugby à XV, mort à Neuengamme.
- Arthur Nazé (1906-1983) résistant belge, député, bourgmestre déporté en 1941, transféré à Neuengamme, survivant du transfert à la baie de Lübeck.
- Henri Noirot (1879-1972), homme politique français
- Victor Obrebski (1924- 2005), résistant français, officier de la Légion d'honneur.
- Johannès Pallière (1920-2014), historien savoyard, résistant, matricule 40269
- Louis Perrin (1896-1945), rédacteur en chef de l'Agence Havas, membre du réseau Gallia, lieutenant France Combattante
- Fritz Pfeffer (1889-1944), l'un des occupants de la cache où vécut Anne Frank
- Jean Plas (1910-1945), imprimeur belge ayant participé à l'élaboration du « Faux Soir » en 1943. Dénoncé, il fut arrêté le 4 juillet 1944 et emprisonné à Saint Gilles. Le 4 août 1944, il fut déporté à Neuengamme et y est mort le 8 mars 1945. Il repose au cimetière d'Evere à Bruxelles.
- Maurice Poissant (1883-1969), homme politique français
- Eugène Pons (1886-1945), imprimeur lyonnais, militant de la démocratie et de la liberté au nom de l'Évangile, mort à Neuengamme en février 1945
- Henri Poujol (1902-1961), secrétaire général de la sous-préfecture de Saint-Girons en Ariège
- Robert Pourchasse (né en 1923), résistant et déporté français.
- Marcel Prenant (1893-1983), zoologiste et parasitologiste français, chef d'état-major des Francs Tireurs et Partisans (FTP professeur d'université, député, témoin au procès des SS de Neuengamme au Curio-Haus à Hambourg, 1er président de l'Amicale française de Neuengamme (de 1946 à 1954)
- Albert Réville (1883-1949), homme politique français
- Albert Rohmer (1913-2006), pédiatre et résistant français
- Joseph Rollo (1891-1945), instituteur français, secrétaire général clandestin du SNI, membre de Libération-Nord,
- David Rousset (1912-1997), homme politique et écrivain français
- Albert Sarraut (1872-1962), homme politique ancien ministre français
- Pierre Savary (1884-1945), maire de Planquery, héros de la première guerre, résistant français, envoyé dans diverses prisons puis envoyé au camp Neuengamme, puis au Kommando de Schandelach où il meurt le 5 janvier 1945.
- Kurt Schumacher (1895-1952), homme politique allemand, membre du SPD
- Pierre Séverac  (1908-1999), négociant et viticulteur, résistant, membre de l'O.C.M. Bordeaux
- Jacques Sourdille (1922-1996), homme politique français, médecin ardennais
- Johann Trollman (1907-1943), boxeur allemand, mort à Neuengamme
- Albert Victor Vallalta (1906-2000) résistant arrêté à Marseille, commandant du troisième régiment de l'armée secrète, groupe combat. Transféré à Bergen-Belsen
- Gustaaf Van Essche (1923-1979), homme politique belge
- Emile Auguste Vuillaume (1902-1945), cheminot résistant mort en déportation
- John William (1922-2011), chanteur franco-ivoirien
- Paul Zahnd (1923- 2019), résistant français, président des déportés, officier de la Légion d'honneur.

## Personnalités otages
En novembre 1942, les autorités nazies décident de transférer en Allemagne des personnalitéss déjà internées ou en résidence surveillée en France. L'Allemagne inaugure alors une nouvelle forme de répression : l'arrestation et l'internement en Allemagne de « personnalités otages ». 750 personnes sont arrêtées - préfets, sous-préfets, magistrats, médecins, religieux, maires, secrétaires de mairie, instituteurs, officiers de l'armée, syndicalistes, fonctionnaires de police, journalistes, etc. Le but de ces internements était sans doute de neutraliser et limiter des actions contre le régime nazi et, aussi que ces détenus puissent servir de monnaie d'échange. 326 de ces « personnalités otages » seront internées à Neuengamme. Elles ne seront pas astreintes au travail forcé. Leur temps de détention est mis à profit pour organiser des conférences, des cours, etc. Elles subiront comme les autres détenus les restrictions alimentaires.
Quatre préfets ont refusé le statut de « personnalité otage » sous lequel ils avaient été arrêtés et ont rejoint le camp des déportés de Neuengamme : Jacques-Félix Bussière (1895-1945), Édouard Bonnefoy (1899-1945), Paul Demange (1906-1970), Louis Dupiech (1900-1945). Trois d'entre eux sont morts en déportation.

## Monuments dans les sites du souvenir du camp de Neuengamme

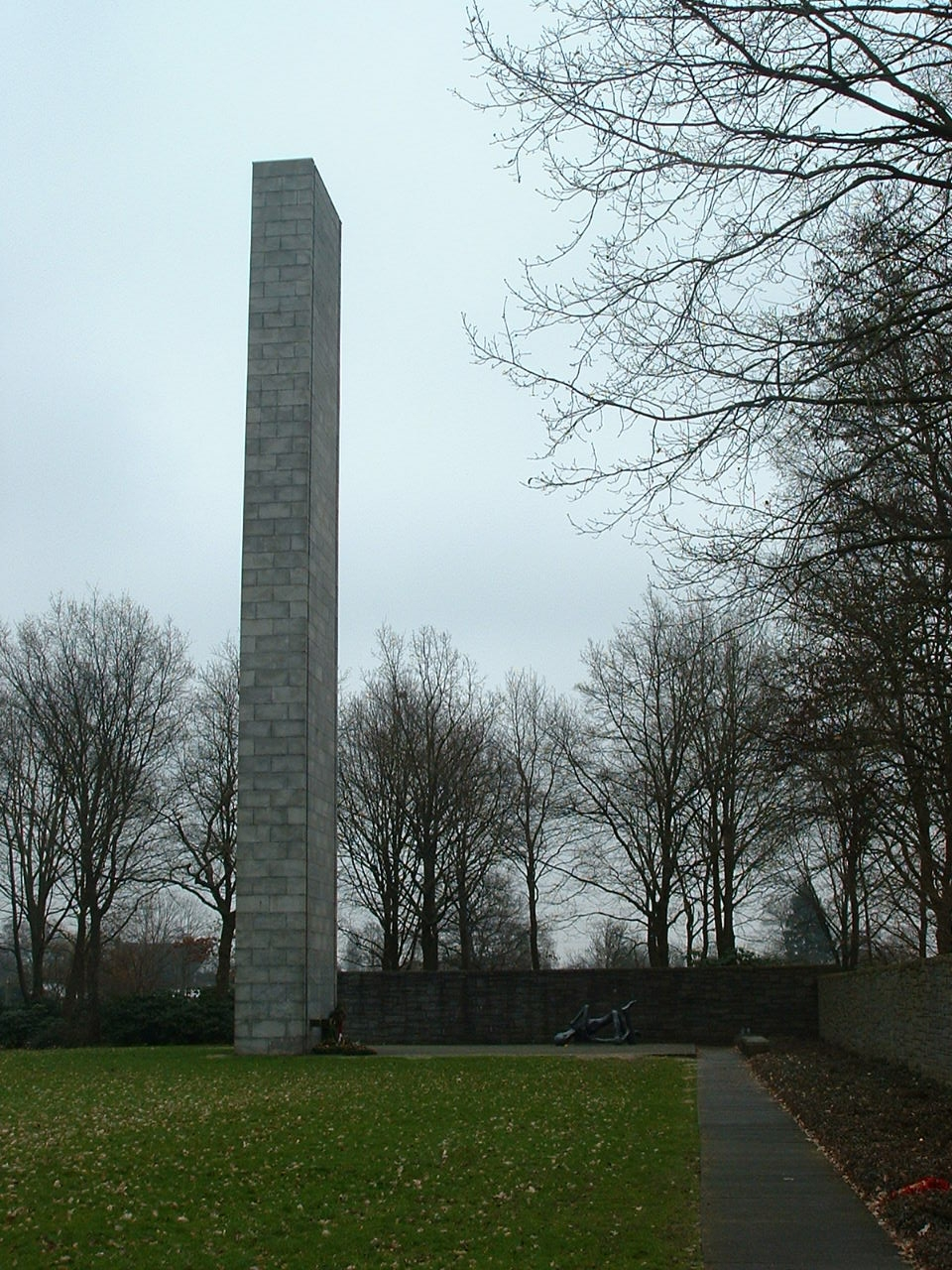
La tour de la mémoire à Neuengamme.

Sur le terrain des sites commémoratifs, se trouvent un grand nombre de monuments.

### Stèles commémoratives internationales
Le Mémorial international est le monument central des sites du souvenir du camp de Neuengamme.
Dès 1953, le président de l'Amicale Internationale de Neuengamme un survivant du camp de Neuengamme, le français Jean Dolidier, fit réaliser une première colonne commémorative sur le terrain de l'ancien jardin horticole du camp, le Lagergärtnerei ; un lieu sur lequel les SS faisaient répandre comme engrais les cendres de la combustion du four crématoire. Autour de cette colonne commémorative, rien n'a été modifié.
En 1965, furent érigés un autre mémorial se composant d'une stèle, un mur du souvenir avec les nationalités gravées en tablette et la sculpture de Françoise Salmon (ancienne déportée) « Le détenu agonisant ».

### Maison du souvenir

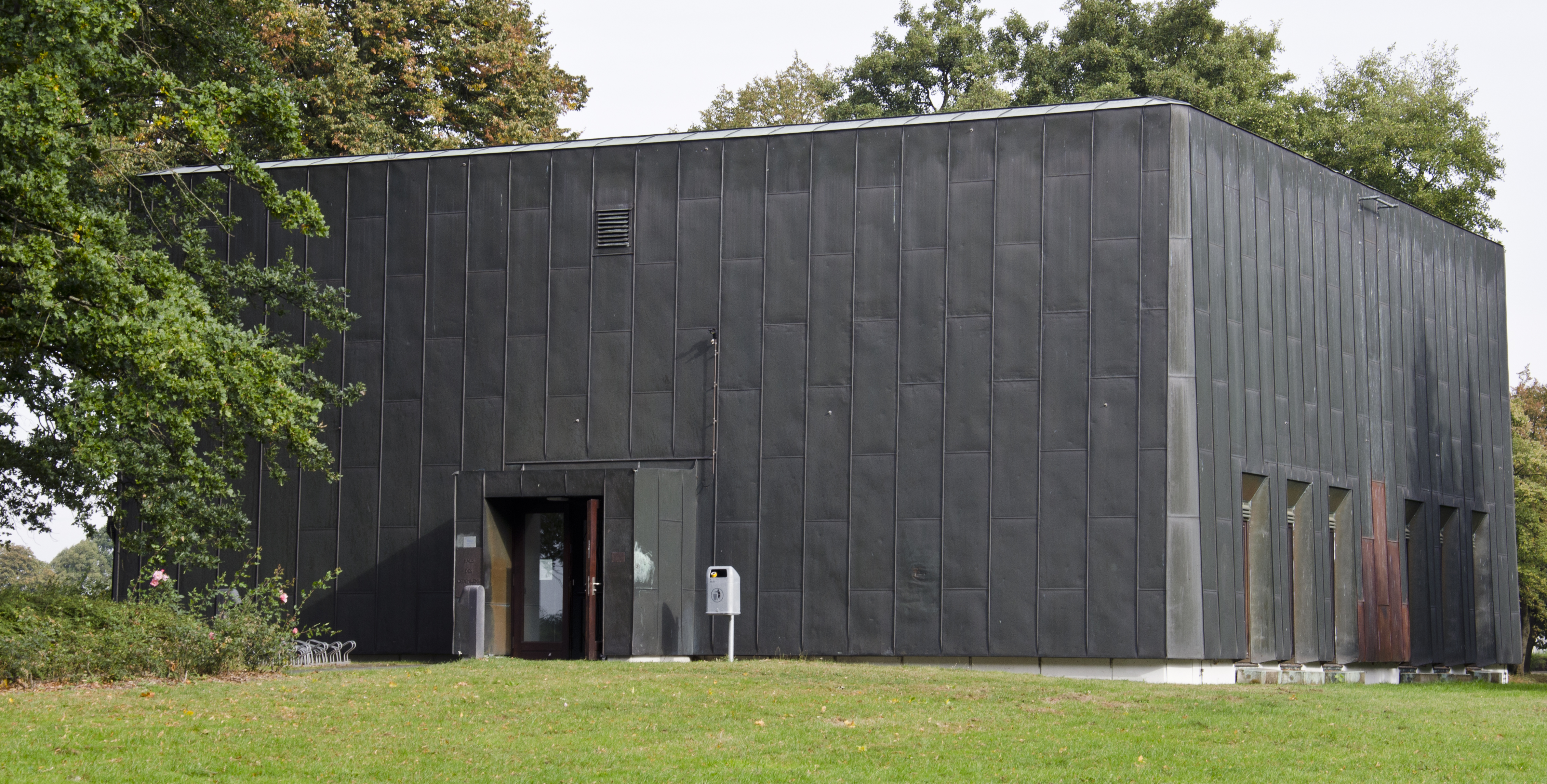
Maison du souvenir. Camp de concentration de Neuengamme.

Les sites du souvenir furent complétés en 1981 par une maison de la documentation qui depuis 1995 devint la « Maison du souvenir » (en allemand : Haus des Gedenkens) immédiatement à côté du Mémorial international. Des bandes d'étoffe portant les noms des victimes, triés par date de décès, sont suspendues aux murs. Soit environ 20 000 noms. D'autres n'ont pas encore été retrouvés ; il reste de nombreux rouleaux vides sous l'inscription « Nous pensons aux victimes inconnues ». Dans une salle annexe est conservé dans une vitrine le livre original qui recensait les morts du camp et qui est encore lisible. Près de cette vitrine, la vue à travers l'étroite fenêtre débouche sur la pelouse, là où étaient déposées les cendres des morts utilisées comme engrais pour le jardin du camp. Quelques cyprès donnent à ce lieu une atmosphère de cimetière.

### Bois mémorial sur le territoire de l'ancien jardin horticole du camp

#### Monument à la mémoire des déportés du soulèvement de Varsovie 1944

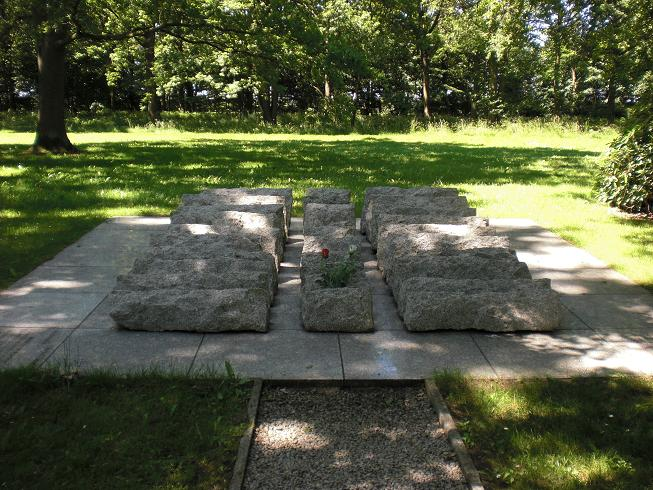
Monument à la mémoire des déportés du soulèvement de Varsovie 1944.

En septembre-octobre 1944, à la suite de l'insurrection de Varsovie  10 000 membres de l'Armia Krajowa furent déportés dans les camps de concentration allemands, dont environ 6 000 vers Neuengamme et ses kommandos.
Le chiffre total des détenus polonais du camp Neuengamme et de ses camps extérieurs s'élève à environ 17 000 femmes, hommes et enfants, dont beaucoup de juifs. Le total de ces victimes est estimé à 7 500. Les premiers arrivèrent dès 1940, en 1941/1942 ils représentaient la population la plus nombreuse.

#### Le désespoir de Meensel-Kiezegem

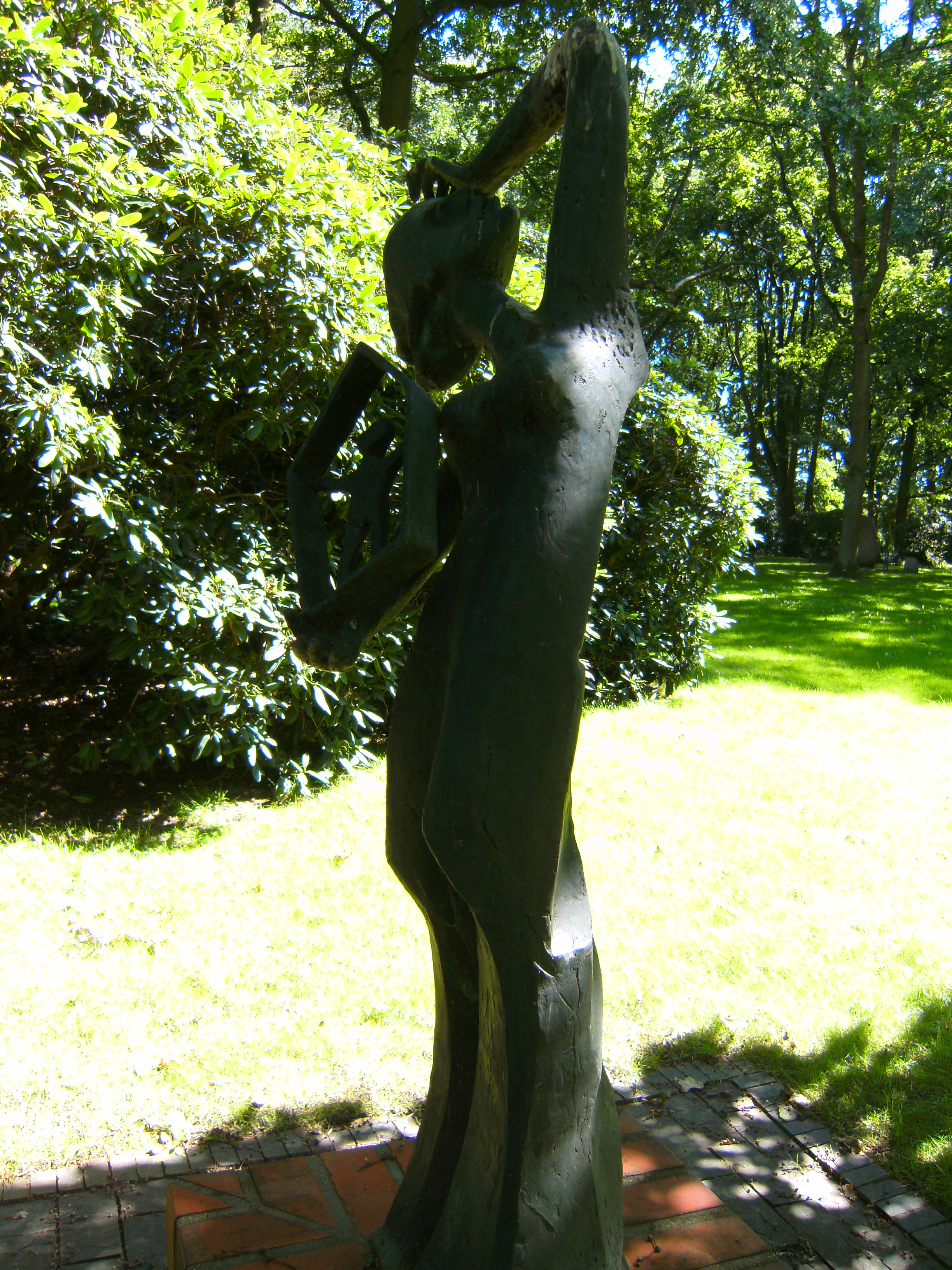
Hambourg, mémorial du camp de concentration de Neuengamme: Bois commémoratif, statue Le Désespoir de Meensel-Kiezegem. Pour garder le souvenir des victimes de la déportation.

Ce monument fut érigé le 29 août 1998 en souvenir des victimes innocentes de la razzia de Meensel-Kiezegem. Les 1er et 11 août 1944 61 habitants du petit village belge de Meensel-Kiezegem furent déportés à Neuengamme, huit d'entre eux seulement revinrent chez eux.

#### Monument pour les maquisards de Murat (Cantal) déportés et assassinés

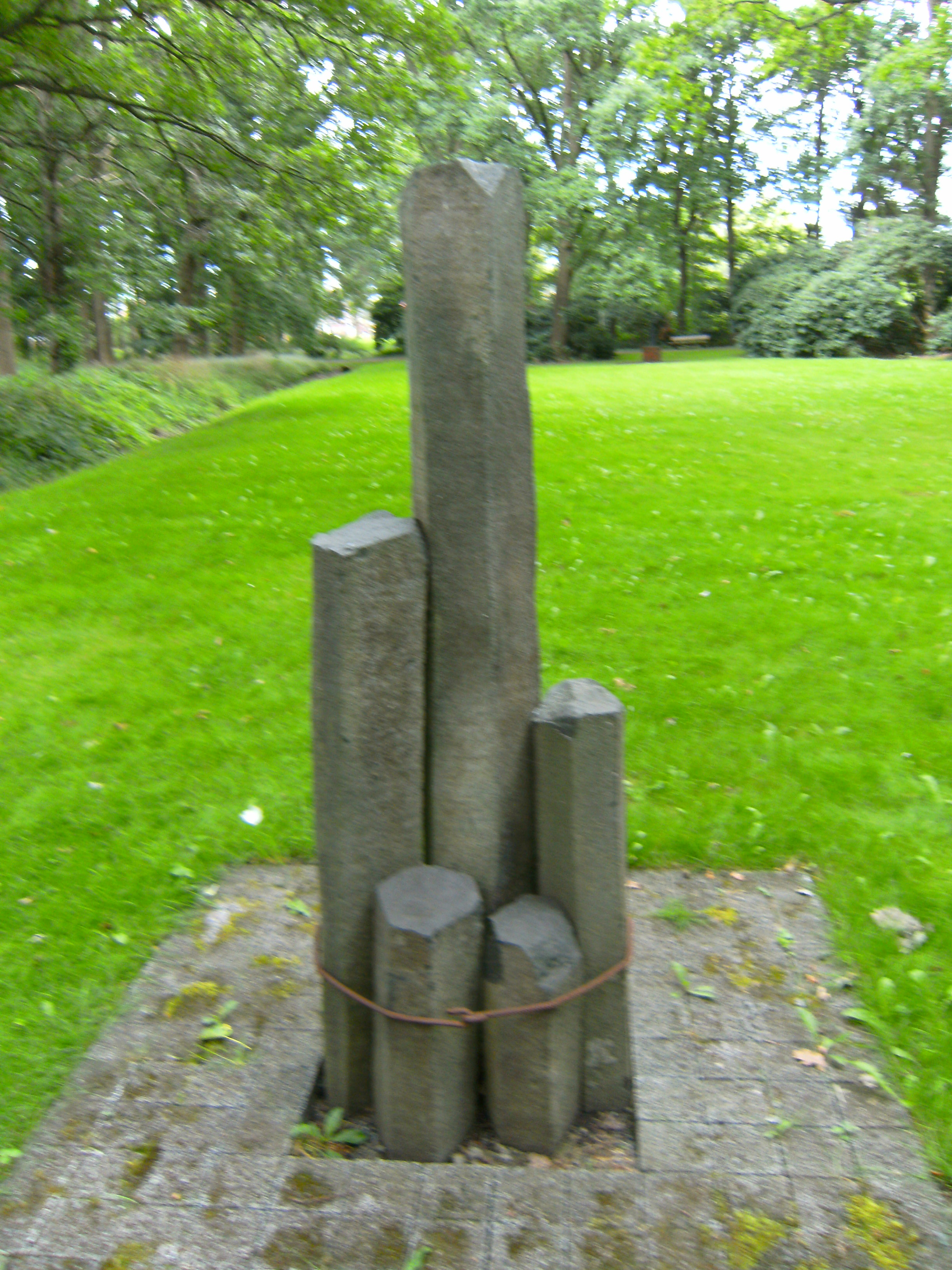
Hambourg, Mémorial du Camp de concentration de Neuengamme : bois mémorial, monument pour les maquisards déportés et assassinés de Murat (Cantal).

Les colonnes de basalte de Murat font témoignages pour le deuil et le souvenir pour les maquisards qui en juillet 1944 étaient déportés et au cours du temps assassinés dans le camp de concentration Neuengamme et ses dépendances régionales. Des 103 hommes 75 étaient tués.

#### Le monument du souvenir des victimes néerlandaises de Putten

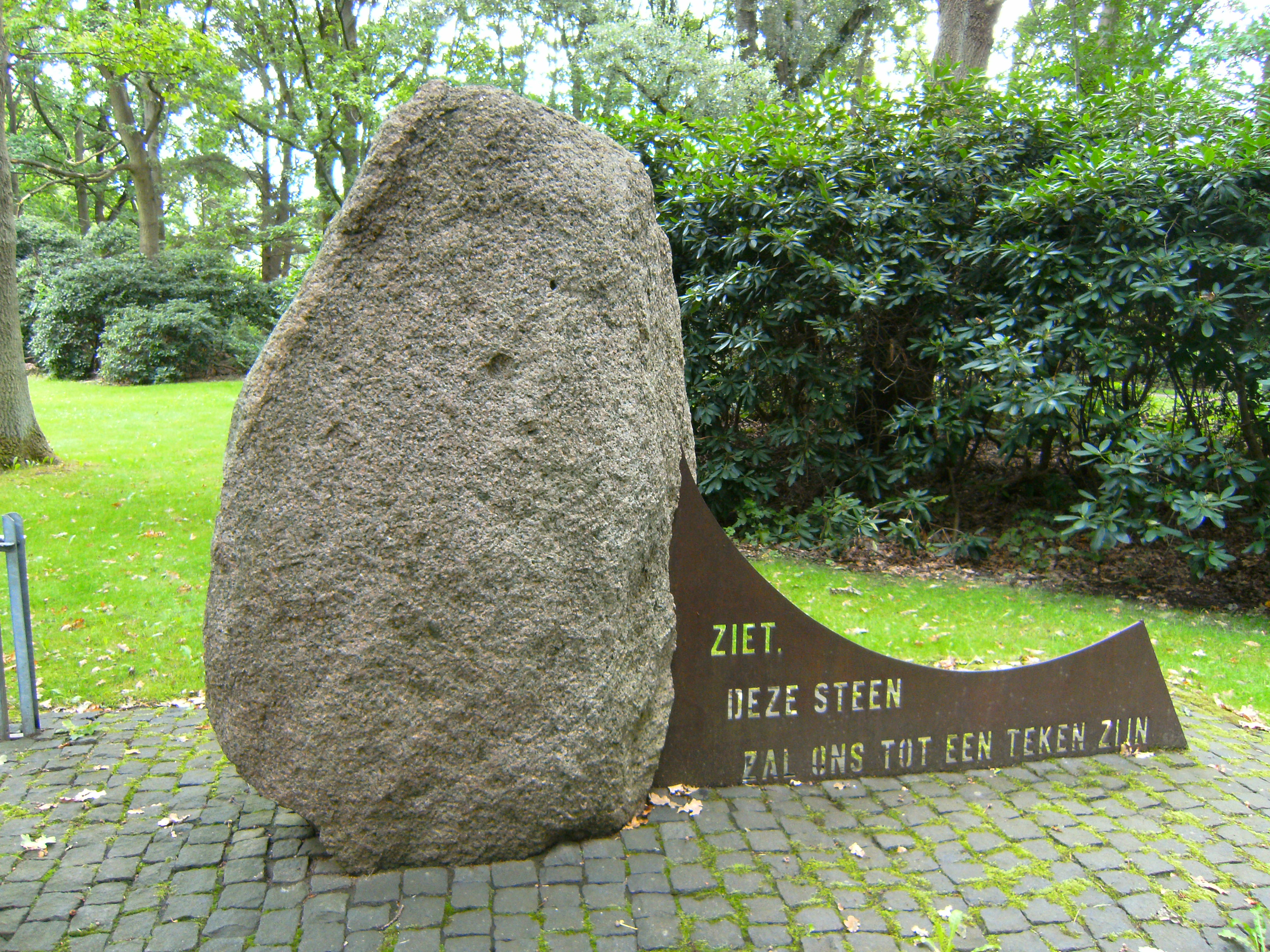
Hambourg, mémorial du camp de concentration de Neuengamme: Bois commémoratif, pierre de commémoration sur Putten. Pour garder le souvenir des victimes de la déportation.

La pierre Het drama van Putten fut érigée en souvenir de plus de 600 Néerlandais, dont les plus jeunes avaient quinze ans, originaires de Putten dans la région de Veluwe (province de Gueldre, Pays-Bas), victimes d'une razzia effectuée sur ordre du commandement de la Wehrmacht, le 1er octobre 1944. Le 2 octobre 1944, ils furent amenés dans le camp d'Amersfoort (Pays-Bas) et de là à Neuengamme. Des 600, 49 seulement retournèrent chez eux, les autres périrent dans le camp de Neuengamme ou dans d'autres camps de concentration.

### Tombes et monuments hors du terrain de l'ancien camp de concentration

#### Monument des victimes russes

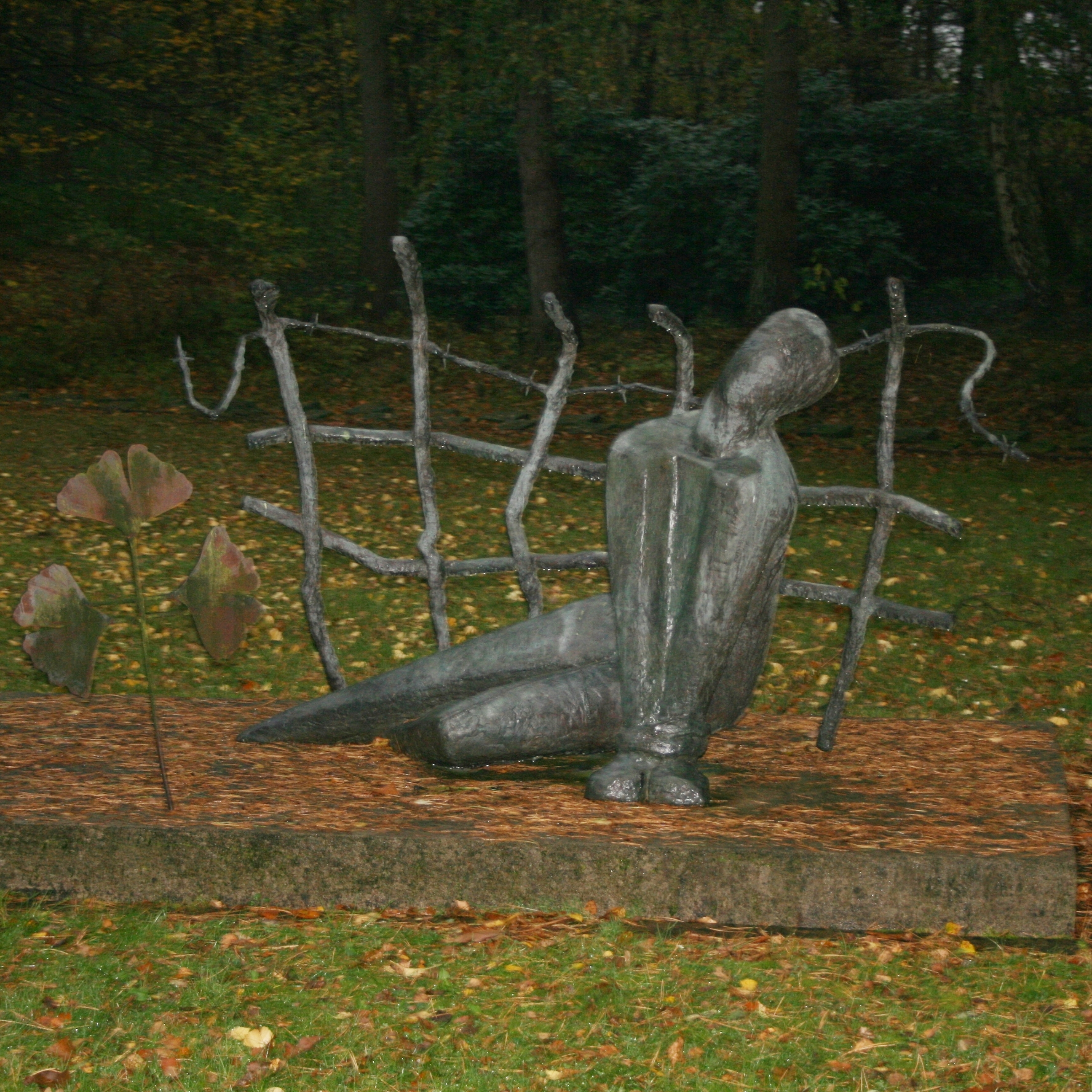
Monument pour les victimes russes de Neuengamme qui furent assassinés dans le camp de concentration Neuengamme. Créé par le sculpteur russe Grigoriy Jastrebentzkiy, 2002.

Le Monument pour les victimes russes de Neuengamme est un monument qui fait partie des sites commémoratifs du camp de Neuengamme. Mais il se situe sur le terrain du cimetière de Hambourg-Bergedorf et se trouve dans une partie séparée sous le nom Sowjetische Kriegsgräberstätte Hamburg-Bergedorf. La plus grande partie des victimes soviétiques du camp Neuengamme reposent dans le cimetière de Bergedorf, c'est pourquoi l'initiative a été prise d'y installer le mémorial (plus grand que nature).

### Autres monuments

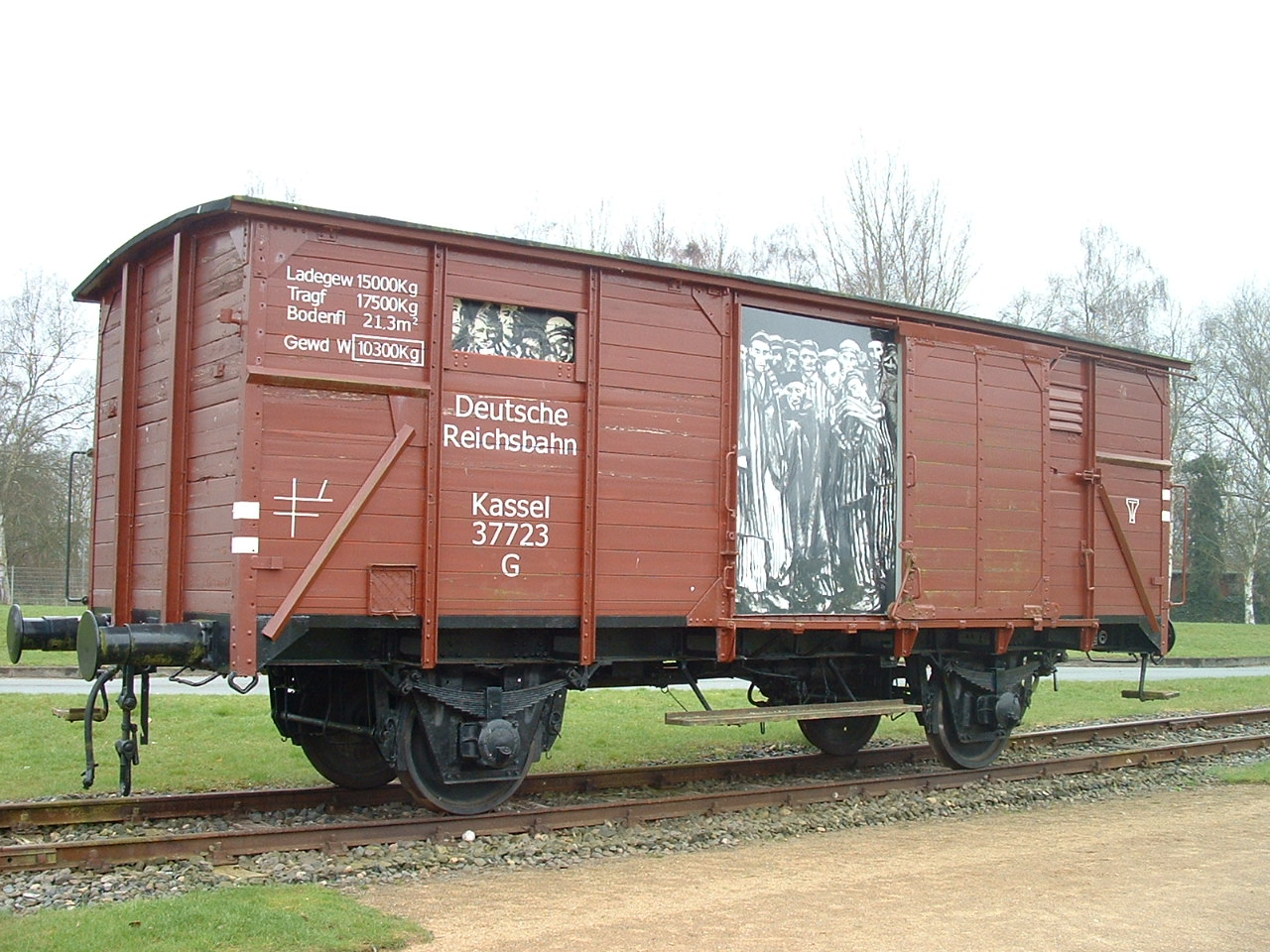
Wagon (reconstruit à l'identique) du mémorial de Neuengamme et dans lequel on acheminait les déportés durant la Seconde Guerre mondiale.

- Monument des victimes homosexuelles
- Danske i tysk koncentrationslejr
- Wagon de marchandises
- Chemin des déportés
- Maison préfabriquée

## Accès
Le camp de concentration se trouve à Hambourg-Neuengamme au sud-est du centre de Hambourg-Bergedorf et à mi-chemin de la route vers Zollenspieker. Il est accessible par l'autoroute A25, sortie Hamburg-Curslack ou la route nationale 5, par la rue Curslacker Heerweg. Un plan du camp est disponible.